# キンドゥン駅
キンドゥン駅（キンドゥンえき）は、朝鮮民主主義人民共和国黄海北道黄州郡龍宮里にある朝鮮民主主義人民共和国鉄道省平釜線の駅である。近隣にキンドゥンという名の村がある。

## 歴史
- 日時不明：開業。

## 隣の駅
朝鮮民主主義人民共和国鉄道省
平釜線
黒橋駅 - キンドゥン駅 - 黄州駅